# Ruhestätte der Ritter des Maria-Theresien-Ordens
Die Ruhestätte der Ritter des Maria-Theresien-Ordens war ein Bauprojekt für ein Denkmal samt Grabstätte, das zur Zeit Kaiser Franz Josephs I. in Wien geplant wurde, aber nie zur Ausführung gelangte.

## Idee und Hintergrund
Der Plan sah vor, für die Angehörigen des Maria-Theresia-Ordens, der höchsten militärischen Auszeichnung der österreichisch-ungarischen Monarchie, eine gemeinsame und patriotische Grablege zu schaffen.
Woher die Idee dafür ursprünglich kam, ist unbekannt. 1910 begannen die Verhandlungen über den Verkauf des östlichen Teils der Schmelz durch das kaiserliche Militär an die Stadt Wien. Dass um die gleiche Zeit die Vorstadtfriedhöfe aufgelöst wurden, machte auch die Exhumierung zahlreicher Ritter des Maria-Theresia-Ordens und deren Umbettung auf andere Friedhöfe nötig, wobei die meisten auf den Wiener Zentralfriedhof übertragen wurden.
Vor diesem Hintergrund tauchte die Forderung auf, die einmalige Gelegenheit nicht ungenutzt zu lassen und für die Ritter des Ordens eine dauerhafte Grabstätte anzulegen, die gleichzeitig als Ehrendenkmal dienen sollte.

## Geschichte des Projekts
Die „Ruhestätte der Ritter des Maria-Theresien-Ordens“ sollte in Wien errichtet werden, entweder auf der Schmelz oder auf dem Zentralfriedhof.
Der Zentralfriedhof als Standort einer Ehrengruft wurde von einem Promotionskomitee forciert, das von Stadtrat Hans Arnold Schwer geleitet und von Bürgermeister Neumayer als Ehrenpräsidenten unterstützt wurde.
Hingegen trat der Architekt Friedrich Ohmann mit der Forderung an die Öffentlichkeit, die Gedenkstätte an einem zentraleren Ort zu errichten und nicht auf den am östlichen Stadtrand von Wien gelegenen Zentralfriedhof „abzuschieben“. Er schlug vor, das Areal des aufgelassenen und geschichtsträchtigen Friedhofs auf der Schmelz auf diese Art pietätvoll zu nutzen und dem neu entstehenden Stadtteil außerhalb des Gürtels damit auch ein architektonisches Zentrum zu geben. Otto Wagner trug diesem Projekt Rechnung und sah in seinen Planungen für das Stadtmuseum „Opus IV“ auch eine Kapelle für die Ritter des Maria-Theresien-Ordens vor.
1911 widmete die Stadt Wien im Bereich des Schmelzer Friedhofs (dem heutigen Märzpark) einen Bauplatz, worauf das Denkmalkomitee einen Spendenaufruf folgen ließ. Stadtrat Schwer lud die Architekten Friedrich Ohmann und Max Hegele sowie die Bildhauer Cesar Poppovits und Max Weber zu einem Wettbewerb ein, der darüber entscheiden sollte, wer das Projekt verwirklichen sollte.
Ursprünglich war geplant, das Monument 1913, zum 100. Jahrestag der Völkerschlacht bei Leipzig, einzuweihen. Dass sich dieser Termin nicht halten ließ, brachte die Ausführung ins Stagnieren, und der Kriegsausbruch 1914 verhinderte die Realisierung endgültig.

## Entwürfe aus dem Wettbewerb von 1911
- Das Projekt von Max Hegele (nach dessen Plänen bereits die Lueger-Kirche am Zentralfriedhof erbaut worden war) sah eine große Halle mit einem Denkmal Maria Theresias – der Namensgeberin – in der Mitte vor, an den Wänden die Namen der Ordensritter und ein Relieffries der für die Ordensgründung maßgeblichen Schlacht bei Kolin. Die Gruft war für 80 Ordensritter ausgelegt und sollte von außen als Sockel der Halle wirken.
- Das Projekt von Cesar Poppovits, der im Namen der Firma „Wiener Friedhofskunst“ arbeitete, zog den Maler Alfred Basel und den Mosaikkünstler Leopold Forstner bei. Das äußere Erscheinungsbild der Begräbnisstätte war hier ein wuchtiger Pylon mit dem Relief eines geharnischten Ordensritters. Die Gruft bot – ebenso wie der Entwurf Hegeles – Platz für 80 Sarkophage, die hier in eigenen Zellen aufgestellt werden sollten. In den Eckräumen sollten auf Tafeln die Namen jener Ordensritter genannt werden, welche an anderen Orten beigesetzt waren.